# Natalja Szergejevna Braszova
Natalja Szergejevna Braszova grófnő, vagy Natalja Szergejevna Seremetyevszkaja–Romanovszkaja hercegnő, született Natalja Szergejevna Seremetyevszkaja vagy Seremetyjevszkaja (oroszul: Графиня Наталья Брасова, Княгиня Наталья Сергеевна Шереметевская–Романовская; Moszkva, 1880. június 27./július 9. – Párizs, 1952. február 26.) orosz nemes, Mihail Alekszandrovics nagyherceg felesége.

## Élete
Natalja Szergejevna 1880-ban született egy polgári orosz családba. Édesapja Szergej Alekszandrovics Seremetyevszkij egy moszkvai ügyvéd, édesanyja Julija Vjacseszlavovna Szventyickaja volt. Tizenhat éves korában, 1896-ban feleségül ment Szergej Ivanovics Mamontovhoz, Szavva Ivanovics Mamontov unokaöccséhez, aki a Mamontov Operában, később pedig a Moszkvai Nagyszínházban dolgozott. A párnak 1903-ban született egy leánya, akit Nataljának, ám a családban csak Tatának (1903–1969) hívtak.
1910 körül Natalja elvált Szergejtől, és feleségül ment Vlagyimir Vlagyimirovics Vulferthez, aki ezredesként szolgált a ̟vértesek Mihail Alekszandrovics nagyherceg, II. Miklós cár fiatalabb öccsének parancsnoksága alatt.
A nagyherceg és Natalja első látásra egymásba szerettek, és viszonyt kezdtek. Vulfert főhadnagy tudomására jutott Mihail és Natalja viszonya, a feleségére bízta a döntést és Natalja hamarosan elvált. Mihail kérvényezte a bátyjánál, hogy feleségül vehesse Natalját, de ebbe a cár nem egyezett bele, mivel Natalja kétszeresen elvált nő volt, ráadásul nem származott királyi vérből. Ennek ellenére Natalja és a nagyherceg élettársak lettek; és 1910. július 24-én Natalja megszülte Mihail fiát, Georgij Mihajlovicsot (1910–1931), aki Georgij nagybátyja után kapta a nevét.
Bár Mihail megígérte a cárnak, hogy nem veszi feleségül Natalját, 1911. október 15-én, Bécsben egy szerb ortodox templomban titokban összeházasodtak. Mikor erre fény derült, a cár száműzte öccsét és Natalját Angliába. Mivel nem orosz ortodox szertartás keretében, valamint a cár beleegyezése nélkül házasodtak össze, Natalja és a nagyherceg frigye morganatikusnak számított; fiuk, Georgij pedig törvénytelen utódnak. Később II. Miklós a „Braszova grófnő” címet adta Nataljának, hogy így legitimálja a házasságot. Így Georgij is törvényes gyermeknek számított, de semmilyen joga nem volt az orosz trónra.
Az első világháború kitörésekor Mihail, Natalja, Tata és Georgij engedélyt kaptak a cártól a hazatérésre. Mihail visszakapta a rangját és pozícióját a hadseregben, ennek megfelelően pedig ő is harcolt a háborúban. Natalja a saját pénzén kórházat alapított Gatcsinában, Lembergben és Kijevben, sok más nemesi hölgyhöz hasonlóan.
1917 márciusában II. Miklós lemondott a trónról Mihail javára, aki azonban nem fogadta el a trónt. A nagyherceget és a családját házi őrizetbe vették Gatcsinában, majd pedig a nagyherceget elszakították Nataljától, és Permbe vitték. A nagyherceg kimenekítette fiát és mostohaleányát Dániába, az anyacárné szülőhazájába. Később Natalja egy hamis dán útlevéllel, vöröskeresztes nővérnek álcázva magát kijutott Oroszországból, és csatlakozott gyermekeihez. Mihail nagyherceget 1918 júniusában vagy júliusában (a pontos dátum nem ismert) meggyilkolták a bolsevikok.
Natalja – a legtöbb emigrált orosz nemeshez hasonlóan – Párizsban telepedett le. Meglehetősen szerény körülmények között élt két gyermekével.

Miután Kirill Vlagyimirovics nagyherceg névleges cárrá kiáltotta ki magát 1924-ben, Natalja megkapta a Seremetyevszkaja–Romanovszkaja hercegnő címet, fia pedig hercegi rangra emelkedett. 1931. július 22-én Georgij Mihajlovics életét vesztette egy autóbaleset során, nem hagyva hátra utódot. Natalja 1952. január 26-án halt meg rákban, Párizsban. A francia fővárosban temették el, fia mellé.